# 巴尔德奥加尔
巴尔德奥加尔（Baldeogarh），是印度中央邦Tikamgarh县的一个城镇。总人口7585（2001年）。

## 人口
该地2001年总人口7585人，其中男性3982人，女性3603人；0—6岁人口1481人，其中男789人，女692人；识字率50.72%，其中男性为60.05%，女性为40.41%。